# Dragiša Cvetković
Dragiša Cvetković (Niš, 1893. január 15. – Párizs, 1969. február 18.) szerb nemzetiségű politikus, jugoszláv miniszterelnök.

## Életrajz
1939 és 1941 között a Jugoszláv Királyság miniszterelnöke volt. Vladimir Maček horvát politikussal kötött megállapodás folytán jött létre – a Jugoszlávia területén belül – a Horvát Bánság.
Az élete hátralévő részét Párizsban töltötte.

## Fordítás
- Ez a szócikk részben vagy egészben  a   Dragiša Cvetković című angol Wikipédia-szócikk fordításán alapul.  Az eredeti cikk szerkesztőit annak laptörténete sorolja fel. Ez a jelzés csupán a megfogalmazás eredetét és a szerzői jogokat jelzi, nem szolgál a cikkben szereplő információk forrásmegjelöléseként.